# Gerald Drummond
Gerald George Drummond Johnson (San José, 8 settembre 1976) è un ex calciatore costaricano, militò in squadre come Herediano e Saprissa e terminò la sua carriera con la maglia della Ramonense. È fratello gemello del calciatore Jervis Drummond.

## Carriera
Nel suo albo d'oro conta vari titoli nazionali col Saprissa, squadra con la quale partecipò anche al Mondiale per Club 2005 in Giappone.
Con la Selezione Nazionale partecipò al Mondiale Under-20 1995 in Qatar.